# Революции 1848 года в Дунайских княжествах
Револю́ции 1848 го́да в Дуна́йских кня́жествах — революционные события в княжествах Валахия и Молдавия, бывших вассальными государствами Османской империи и являвшихся протекторатами России. Проходили в русле европейских революций 1848—1849 годов, именуемых «Весной народов» за их национально-освободительную окраску.
Революции потерпели поражение в обоих княжествах, но если в Молдавии выступления были подавлены, едва начавшись, то в Валахии на непродолжительное время власть перешла к временному правительству, которое провело крупные реформы, отменённые в 1849 году Балта-Лиманской конвенцией после русско-турецкой интервенции.

## Предпосылки

### Предыстория
Дунайские княжества Валахия и Молдавия ещё в XVI веке стали вассальными государствами Османской империи. Однако, они сохранили свою государственность, но их суверенитет был серьёзно ограничен. Национальная идея в княжествах долгое время базировалась на идее освобождения от османского владычества.
В Валахии и Молдавии начала XIX века сложилась крайне сложная ситуация. Ежегодно Порте выплачивалась огромная дань, иногда даже непосильная по объёму. Господари княжеств, ранее избиравшиеся боярами, превратились в наместников султана. Он получил право назначать и снимать их с этой должности. Процесс избрания господаря был крайне выгоден туркам: претендент на престол выплачивал султану определённую сумму денег, чтобы тот помог ему справиться с соперниками. Так как претендентов было несколько, как на аукционе, побеждал тот, кто больше платил. Срок правления не был оговорен, поэтому престол через некоторое время опять становился «вакантным». Каждый господарь, понимая, что продержится у власти недолго, облагал страну ещё более высокими налогами. Часть их шла в карман господарю, а другая часть на возмещение долга султану. Повсюду в княжествах турки возводили новые или модернизировали старые крепости, тем самым держа население в повиновении. На землях княжеств часто происходили войны между Османской империей и другими государствами. Одновременно, в XVIII веке начался упадок Османской империи, а в экономике Дунайских княжеств, тесно связанной с турецкой, начался кризис. Все эти факторы негативно сказывались на княжествах и их населении.

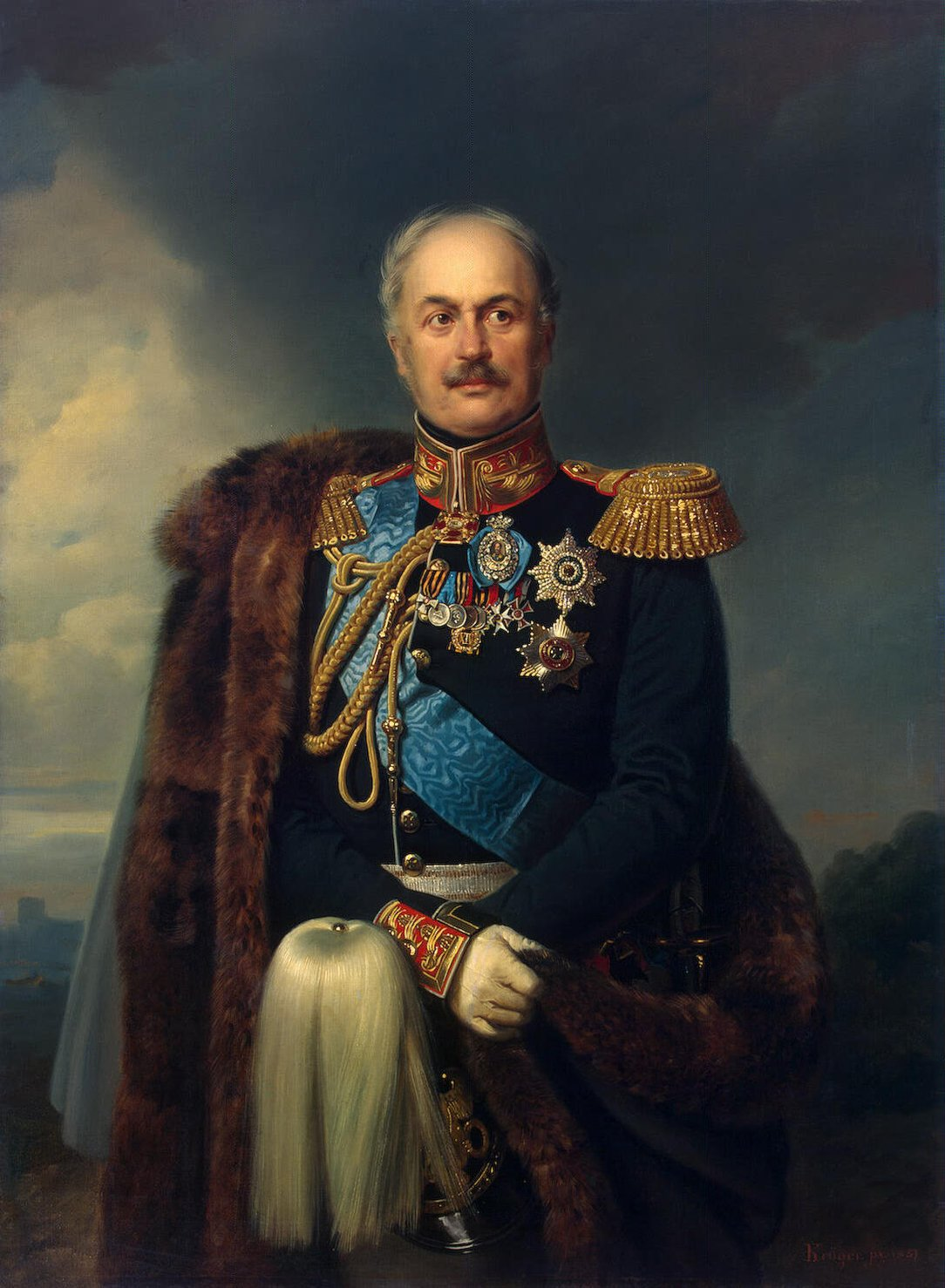
Генерал П. Д. Киселёв

После подписания Адрианопольского мирного договора (1829) ситуация резко изменилась. Дунайские княжества де-факто были признаны независимыми государствами и попадали под покровительство России, а Турция потеряла право на вмешательство во внутренние дела этих стран. В послевоенные годы в Валахии и Молдавии администрацию возглавил генерал П. Д. Киселёв. При нём в княжествах бурно развивалась экономика, наступил политический и культурный подъём. Были проведены реформы, по которым отменялись внутренние таможни, вводилась свобода торговли, регламентировались крестьянские повинности, создавались медицинская и санитарная службы. По Дунаю был установлен карантин, служивший границей с Османской империей.

### Крупные реформы, идеи национального единства
Произошли и серьёзные изменения в культуре. Началась популяризация румынского языка. Тогда же появились первые газеты, написанные румынской латиницей: «Албина ромыняскэ» и «Курьерул ромынеск». В их первых номерах прославлялась Россия, освободившая княжества из-под турецкого гнёта. Одновременно увеличивалось количество школ с преподаванием на родном языке (ранее в учебных заведениях использовался греческий). В Яссах и Бухаресте — столицах княжеств — открылись первые академии. Однако, княжества по прежнему де-юре оставались под покровительством Османской империи и их суверенитет был ограничен. Молодёжь начала совершать первые поездки за рубеж с целью продолжить обучение. Она стремилась в крупные европейские университетские города, как Париж, Гейдельберг, Берлин и др.
Одновременно усилились связи княжеств между собой и Трансильванией. Объединяющим фактором выступали общая история, язык и религия. Уже в 1830-е годы жители Дунайских княжеств и Трансильвании идентифицировали себя названием «румыны», а не «валахи», «молдаване», «трансильванцы» и «банатцы». В эти годы активизировались так называемые «латинизаторы», выступавшие за замену кириллицы латиницей. Доходило даже до призывов прекратить употребление слов славянского и греческого происхождения. Позже Алеку Руссо по поводу подобных новаций и реформ заметил: «За шестнадцать лет, с 1835 по 1851 год, Молдавия прожила больше, чем за предшествовавшие пятьсот лет своей истории… Глаза и мысли родителей были устремлены на Восток, наши — на Запад, различие — как небо от земли».
В княжествах вводились Органические регламенты, с помощью которых ограничивалась абсолютная власть господарей. Созывался Адунаря Обштяскэ — парламент, который образовывался в обоих княжествах. Генерал П. Д. Киселёв, благодаря своим реформам, улучшил положение крестьян и значительно развил Дунайские княжества.
Однако, в 1834 году П. Д. Киселёв утратил полномочия управляющего княжествами, так как турецкий султан Махмуд II назначил двух новых господарей: Михаила Стурдзу в Молдавию и Александра Гику в Валахию. За первые годы их правления в странах значительно участились случаи произвола чиновников и взяточничество. Крупная часть государственного аппарата была коррумпирована, даже господари не составили исключения. С усилением кризиса начался боярско-чиновничий произвол, Адунаря Обштяскэ в обоих княжествах ничего не могли поделать, так как попали под влияние господарей. Обе страны вновь пришли в упадок. В таких условиях сформировалась не желающая возобновления старых порядков оппозиция.

### Оппозиционные организации

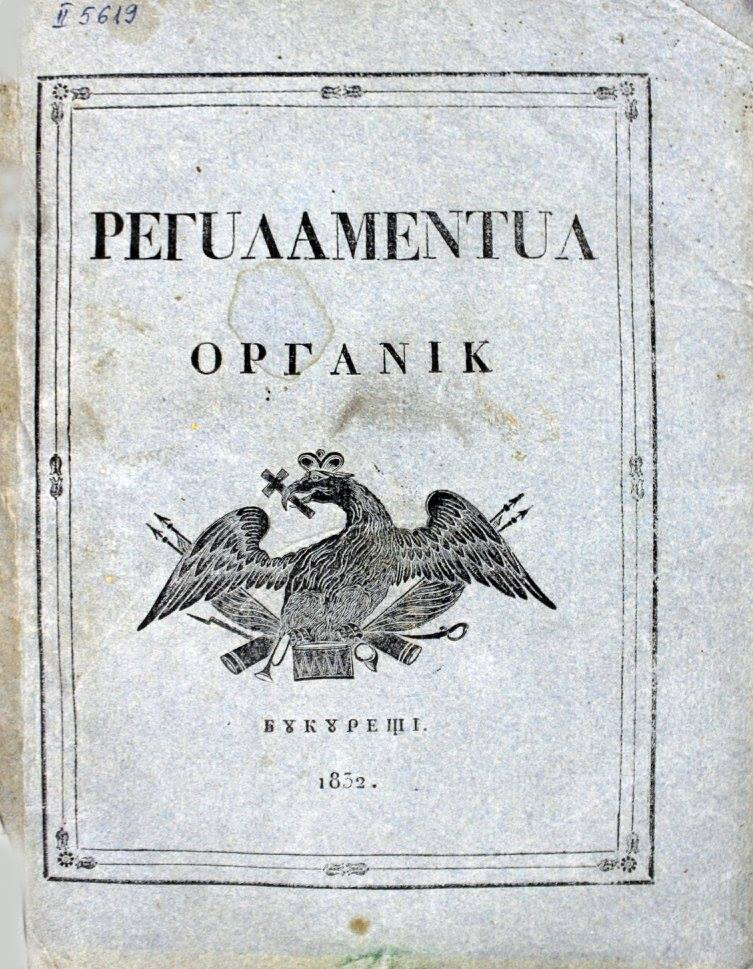
Органический регламент

В политическом развитии стран участвовал ничтожно малый процент населения — интеллигенция. Господари и бояре интересовались только своим обогащением, а другие слои населения не имели доступа к власти. Оппозиция формировала кружки, которые ставили перед собой различные цели — от ограничения боярской и господарской власти до объединения Дунайских княжеств и введения равенства всех перед законом.
К началу 1840-х годов окончательно созрела идея национального единства, равенства и свободы. Мелкие оппозиционные кружки прекратили своё существование. На смену им пришли молодёжные общества. Их основу составила молодёжь, обучавшаяся на Западе. Было сформировано три центра, вокруг которых объединялись революционные силы: «Фрэцие», созданное в феврале 1843 года (центр в Бухаресте), «Общество румынских студентов в Париже», основанное в 1845 году (центр в Париже), и «Асоциацие патриотикэ», основанное в 1846 году (центр в Васлуе). Осенью 1846 года полиция в Валахии вышла на след «Асоциацие патриотикэ». Организация была рассекречена и распущена, многие её члены бежали за границу. Позже это негативно сказалось на ходе самой революции.
Организация «Фрэцие» (девиз — «Справедливость и братство») работала нелегально под видом культурно-просветительского литературного общества. Её члены ездили по Дунайским княжествам под предлогом обучения местного населения грамоте и ознакомления с памятниками культуры. Программа организации включала такие пункты, как отмена Органических регламентов и крепостного права, ограничение привилегий бояр, автономия княжеств под турецким господством, избавление от сюзеренитета Российской империи, проведение буржуазно-демократических реформ. Хотя официально центром организации являлся Бухарест, все её члены бежали от преследований в Париж.
Вскоре к студенческому обществу стали примыкать люди разного возраста и политических взглядов. Всех их объединяло стремление свергнуть боярскую верхушку и уничтожить сложившийся феодальный строй, а также объединить Дунайские княжества в единое государство. Но в организации наблюдались и разногласия: либералы хотели установить в будущем государстве конституционную монархию, а радикалы — республику. Либерал Ион Гика даже нанёс визит молдавскому господарю Михаилу Стурдзе с предложением занять престол в Бухаресте и создать единое румынское государство. Стурдза отказался. Всё же радикалам и либералам удалось найти консенсус, хотя единая программа так и не была создана.

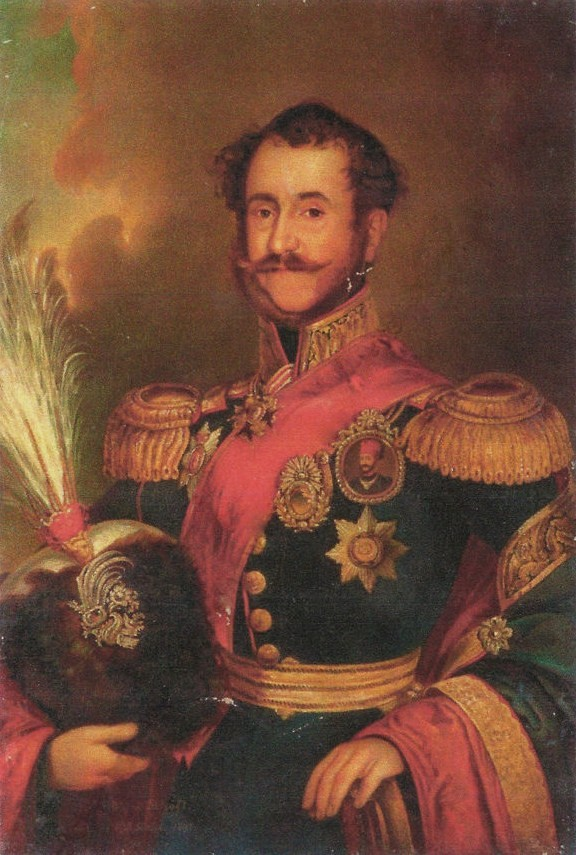
Господарь Молдавии Михаил Стурдза

Когда между двумя частями организации были улажены все разногласия, в Париже началась февральская революция. Румынские студенты-эмигранты вместе с французами принимали участие в уличных боях и даже помогли взять королевский дворец Тюильри. В начале весны все эмигранты из Дунайских княжеств собрались в Париже на собрание, где обсуждался вопрос возможности революции в Молдавии и Валахии. Члены собрания обратились к новому французскому министру иностранных дел с просьбой помочь в этом деле. Тот воздержался от каких-либо действий, а при беседе с российским послом отрицал помощь Франции румынским революционерам. Однако, последние по-прежнему верили и надеялись на помощь французов.

## Ход событий

### Провал революции в Молдавии
В 1847 году в Молдавском княжестве произошли два крупных бедствия: сильнейшая засуха и нашествие саранчи. Весь урожай пропал. Начались локальные крестьянские выступления против боярства, торговцы зерном также были недовольны нехваткой товара и экономическим кризисом в Европе. Мелкое и среднее боярство в сложившейся ситуации было отстранено от управленческих должностей и поэтому было настроено против произвола «великих» бояр и господаря. К тому времени в стране окончательно созрело недовольство повсюду процветающей коррупцией и казнокрадством.
После событий во Франции эмигранты из Валахии и Молдавии начали возвращаться на родину. Молдавский господарь распорядился не пропускать их через границу, поэтому собрание 27 марта 1848 года в Ясской гостинице «Петербург» прошло без них. На собрании присутствовали разные слои населения: от бояр до ремесленников, всего около 1 000 человек. Была составлена «Петиция-прокламация» и избран комитет во главе с Василе Александри, который должен был вручить её господарю. Начинался документ с призыва соблюдать Органический регламент и не нарушать закон, затем шли пункты об отмене цензуры, телесных наказаний, преследований, введении гарантий неприкосновенности личности и ответственного правительства, преобразовании школ и создании национальной гвардии, освобождении политзаключённых, улучшении положения крестьян (в документе ничего не говорилось об отмене барщины). Всего было 35 пунктов. «Петиция-прокламация» в первую очередь была направлена против произвола господаря путём проведения буржуазно-демократических реформ. Её умеренный тон диктовался осторожностью, так как существовала угроза вторжения русских войск в княжество.

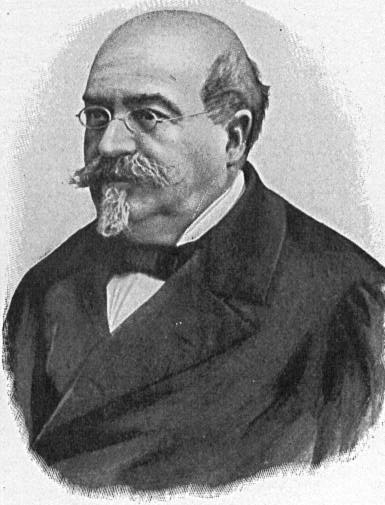
Михаил Когэлничану

Михаил Стурдза после вручения ему петиции от неожиданности и растерянности принял 33 пункта, однако вскоре взял себя в руки и приступил к массовым арестам. Участники собрания тем временем соорудили баррикаду возле гостиницы «Петербург», которую полицейским пришлось брать штурмом. Никто не погиб. Многие из революционеров были пойманы на месте, многие — у себя дома, но части всё же удалось скрыться. В тот же вечер Стурдза объявил горожанам, что порядок восстановлен. Реакция господаря и правящей верхушки на съезд в Яссах была негативно воспринята населением, в первую очередь крестьянами. Стурдза потерял популярность и поддержку народа.
В Яссах установилась стабильность, но в сёлах по всему княжеству началась так называемая «политическая эпидемия». Крестьяне решились на передел боярских земель. В боярских поместьях и даже в имениях самого Стурдзы жители сёл отказывались выходить на барщину. В апреле появились первые листовки с требованиями реформ.
Российская и Османская империи не могли спокойно наблюдать за происходящим, поэтому направили в Яссы своих уполномоченных комиссаров — от России А. О. Дюгамеля, от Турции Талаата эфенди. В мае молдавский господарь обратился к российскому императору с просьбой ввести в его государство войска. Однако Николай I не пожелал этого. Вместо него это сделал Дюгамель, попросив в июне от своего имени командующего одной из русских армий Герштенцвейга пересечь молдавско-российскую границу. 12 000 русских солдат без разрешения со стороны императора вступили в Молдавское княжество и подавили все выступления крестьян. Николай I был недоволен подобными действиями, так как опасался протестов по всей Европе против действий армии Герценцвейга. Тем временем Герценцвейг вообразил, что нарушил императорскую волю и покончил жизнь самоубийством. Русские войска получили приказ возвращаться обратно, на что Николай I заметил: «К счастью, войска наши не перешли Прут и не перейдут без крайней необходимости, разве турки меня попросят и сами пойдут».
Всё же в конце лета русские войска заняли Молдавию и перекрыли её границу с Венгрией и Трансильванией. Так завершилась революция 1848 года в Молдавском княжестве.
Многие из политиков и революционеров бежали за границу и в эмиграции издавали труды, посвящённые борьбе за свободу молдавского народа. Отдельно стоит выделить Михаила Когэлничану, написавшего в Черновцах сразу после провала революции «Пожелания национальной партии Молдовы». Однако, не вся молдавская культурная элита того времени поддержала революцию. Например, Георге Асаки был ярым противником революции и либеральных течений, её породивших.

### Провал революции в Валахии

#### Народные выступления
В Валахии революционные события последовали сразу после провала революции в Молдавии. Общество «Фрэцие» тщательно разрабатывало план действий и программу. В ней наблюдались существенные разногласия по всем пунктам. Ультрарадикал Николай Бэлческу призывал к привлечению армии и решению земельной проблемы в пользу крестьян. Ему противостояла группа деятелей культуры, которая желала найти компромисс с существующей властью. В результате программа была построена из договорённостей между разными группами. Состояла она из 21 пункта и предполагала автономию Валахии в составе Османской империи, отмену рангов и титулов, свободу слова, равенство всех перед законом, введение новой системы налогообложения, создание национальной гвардии, бесплатное образование, проведение прямых выборов в Учредительное собрание, упрощение должности господаря и введение должности президента, отмену барщины и раздачу боярской земли крестьянам. Документ не был идеальным. В нём отсутствовали многие нюансы, но в целом он вышел прогрессивным.

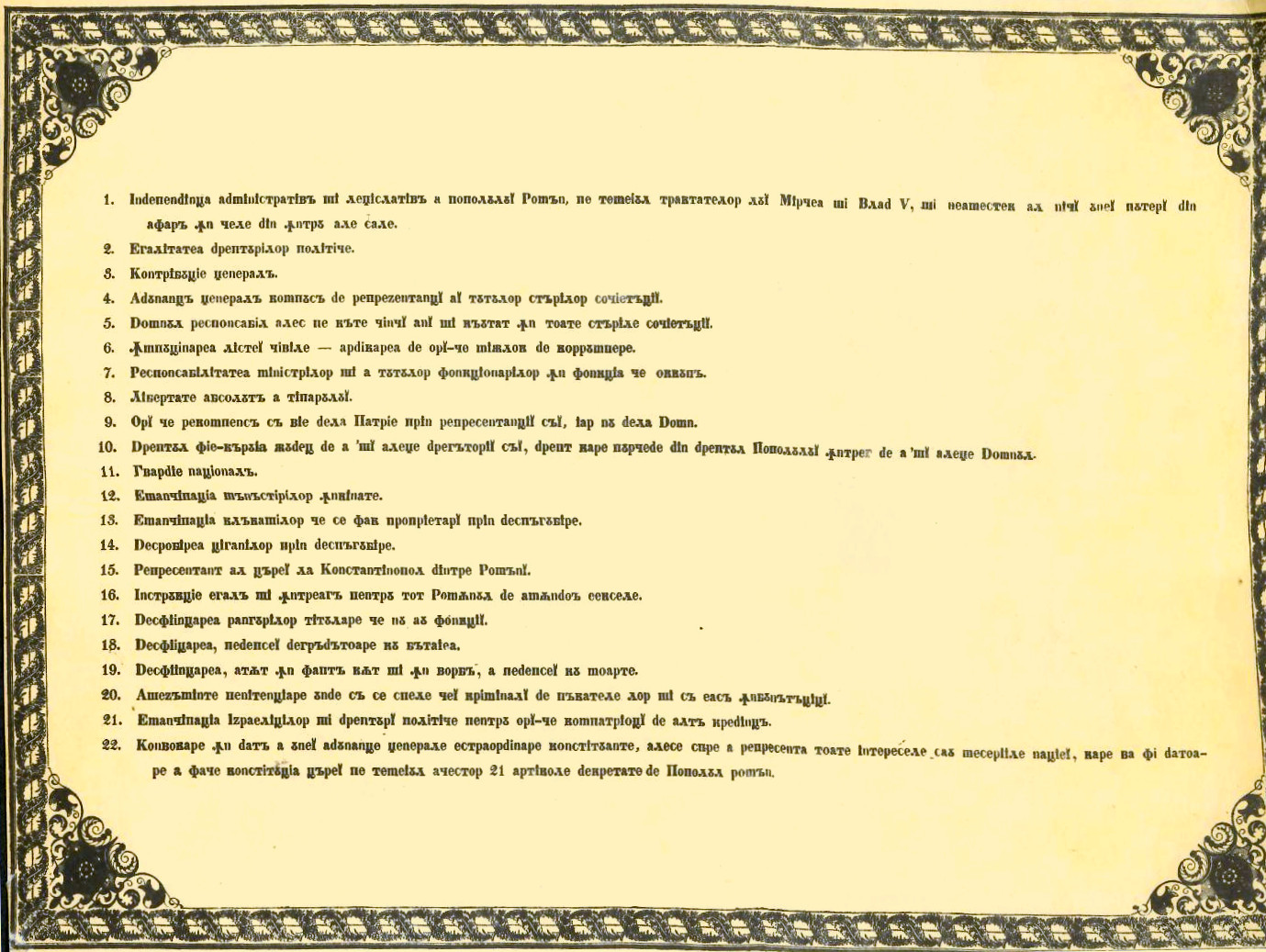
Ислазская прокламация

Летом планировалось начать выступления сразу в четырёх местах, однако этот замысел был сорван полицией. 9 июня в селе Ислаз на западе Валахии член «Фрэцие» Элиаде-Радулеску перед собравшимися крестьянами и ротой солдат торжественно зачитал манифест, который вошёл в историю как Ислазская прокламация. Местный священник Раду Шапкэ поддержал его и призвал Бога избавить народ от барщины. Элиаде-Радулеску заверял всех присутствующих об успехе революции.
10 июня в Бухарест прибыли люди из всех окрестных поселений и двинулись к дворцу господаря, войска и полиция не пытались перекрыть им путь. Во дворец вошли только представители от народа с требованиями подписать Ислазскую прокламацию. 11 июня господарь Георгий Бибеску подписал её и документ стал Конституцией страны. Было сформировано Временное правительство, возглавляемое консервативным митрополитом Неофитом. 13 июня Георгий Бибеску отрёкся от престола и уехал в Австрию. Революция лишилась легальной окраски.
14 июня Временное правительство издало первые декреты, в которых были отменены сословные чины, цензура, смертная казнь, образовывалась национальная гвардия. На Филаретовом поле, переименованном тогда же в Поле Свободы, 15 июня собрались 30 000 жителей Бухареста. Они провели торжественную церемонию в честь принятия Конституции. Печатники даже доставили из типографии станок, на котором прямо на поле печатались революционные стихи.
Революционным флагом провозглашён сине-жёлто-красный триколор, который символизировал флаги трёх исторических областей: голубой цвет — Валахии, золотой — Семиградья, красный — Молдавии.

Флаг революционеров

Но 19 июня боярство, поддержанное частью офицерства, арестовало Временное правительство. Таким образом был совершён государственный переворот. Однако, горожане под руководством Анны Ипэтеску и Томы Георгиу восстали, солдаты отказались стрелять в народ и власть снова перешла в руки к Временному правительству.
28 июня события ещё более накалились. Кто-то распространил слух, что русские войска собираются вторгнуться в Валахию и подавить революцию, в то время как подавив выступления в Молдавии, армия готовилась к возвращению в Россию. Министры Временного правительства, поверив слухам, скрылись в Карпатах. В Бухаресте остался только глава правительства Неофит и бояре. На следующий день, 29 июня, воспользовавшись случившимся, Неофит приказал расклеить по городу объявления о том, что «правительство мятежников» бежало в горы и теперь в стране снова восстановлен «порядок». Депутаты Временного правительства немедленно вернулись в столицу княжества, вернув себе прежние полномочия.

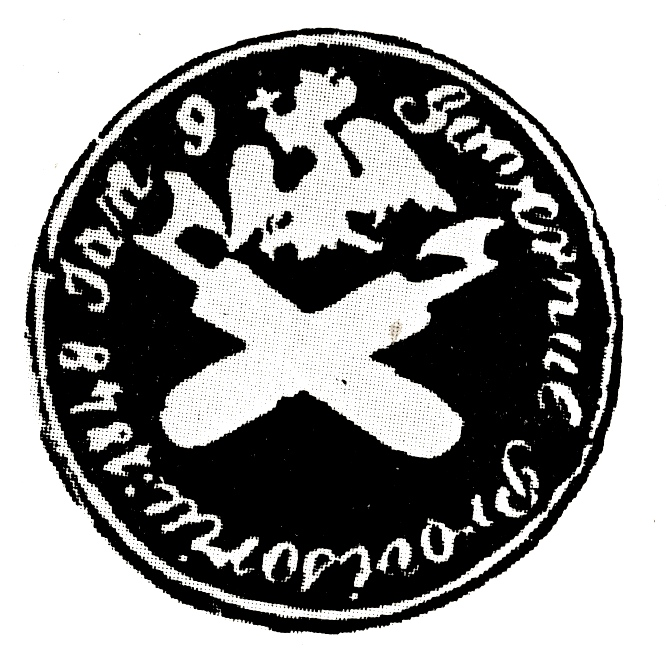
Печать Временного правительства

Летом в стране начались крупные преобразования. Были реформированы практически все сферы государственной деятельности. В Валахии появилась своя армия, состоявшая из добровольцев. Несмотря на предпринятые усилия, барщину так и не удалось ликвидировать. Депутаты обратились к крестьянам с призывом потерпеть ещё три месяца (то есть до конца сельскохозяйственных работ).
Внешнеполитическая ситуация для революционного княжества также сложилась плохо. Объединения с Молдавией не последовало. Османской империи была отправлена огромная дань, которую задолжал ей прежний господарь Бибеску. Желание революционеров рассорить Россию и Османскую империю с целью обрести независимость во внешней политике не увенчались успехом. Турецкий султан выжидал, пока самодержавие в княжестве будет окончательно уничтожено, чтобы захватить Валахию, а российский император не желал выглядеть в глазах европейских держав подавителем воли православных единоверцев. Поэтому ни российские, ни турецкие войска не спешили пересекать валашскую границу.

#### Русско-турецкая интервенция

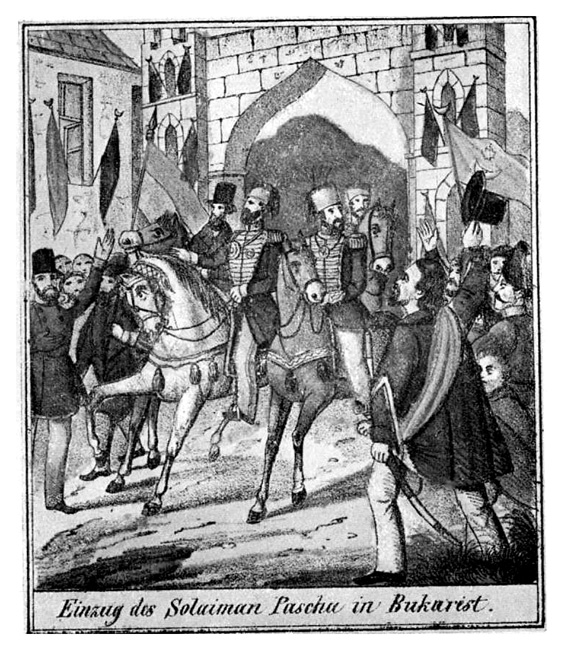
Вход Сулеймана-паши в Бухарест

19 июля 1848 года по просьбе российского императора, султан всё же решился отправить в Валахию 20 000 солдат. Временное правительство выразило протест, но турецкие войска успешно пересекли Дунай. По требованию турок Временное правительство сложило полномочия. Конституция княжества была сильно урезана и отправлена на рассмотрение в Стамбул. В сложившейся ситуации умеренные революционные валашские силы стали настаивать на добрососедских отношениях с Османской империей, в ответ на что радикалы призвали к вооружённому сопротивлению интервентам. 9 августа комиссия по аграрному вопросу приступила к рассмотрению вопроса о дележе земли. Власти призвали найти компромисс между крестьянами и помещиками. Вторые категорически отказались принять требования крестьян. В результате, всё осталось по-прежнему и крестьяне окончательно утратили доверие к революционерам.
Бояре для предотвращения повторения революции и дележа земли в будущем обратились к султану с просьбой назначить на должность местного сулеймана-паши более решительного человека. 19 августа в княжество прибыл Фуад-паша. Он привёл с собой подкрепления для уже стоявших в Валахии турецких войск. Народ в ответ собрался на главной площади столицы и демонстративно сжёг копию Органического статута и местническую книгу бояр. 13 сентября турецкая армия вплотную приблизилась к Бухаресту. Волонтёры предприняли попытку оказать сопротивление южнее Бухареста, возле Дуная. Их затея потерпела поражение из-за разобщённости сил, после чего бухарестцы попытались перекрыть дорогу в город заставой. Началось сражение. Кавалерия турок прорвалась через толпу народа, многие из валахов погибли. Долго в районе Дялул Спирий сопротивлялись рота солдат-пожарных под командованием Павла Зэгэнеску и солдаты 3-го пехотного полка валашской армии. Хорошо обученным и численно превосходящим противника турецким войскам удалось подавить сопротивление и вечером полностью занять Бухарест. Фуад-паша тут же сообщил митрополиту Неофиту о его миссии. По его словам, Турция вместе со всей Европой боролась против революции, порождённой «духом коммунизма», а армия, прибывшая с ним, должна обеспечить закон и порядок в Валахии и защитить интересы России. После турецкой интервенции по приказу Фуада-паши 91 революционер был выслан из страны.

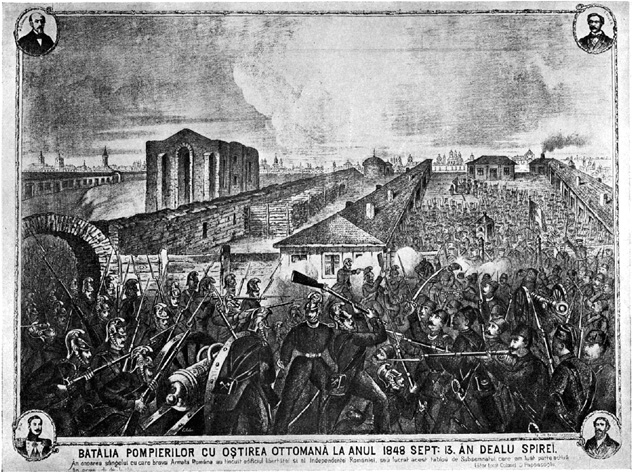
Сопротивление пожарных на Дялул Спирий

15 сентября в Валахию прибыла русская армия. Турки, по словам её командующего, встретили их «с видом покорности судьбе». Серьёзного сопротивления русским не оказывалось, поэтому они просто остались в Валахии и ожидали развития более грозных событий в соседней Венгрии. Также целью русских являлось не допустить властвования турок в стране. Некоторое время революционная власть держалась в Олтении, однако вскоре она бежала в Трансильванию и приняла участие в венгерской революции.

## Итоги революций
1 мая 1849 года Османская и Российская империи подписали Балта-Лиманскую конвенцию. Она возобновляла действие Органических статутов и значительно ограничивала автономии Дунайских княжеств. Отныне господарь выполнял функции сборщика налогов, его полномочия были сильно урезаны. В странах закрепились реакционные власти в лице Барбу Штирбея в Валахии и Григория Гики в Молдавском княжестве. На русско-турецких переговорах было принято решение оккупировать Дунайские княжества до «восстановления» в них «порядка». Отменялись общие собрания, а русские и турецкие комитеты должны были пересмотреть старый Органический регламент.
Эмигрировавшие за границу революционеры подвели итоги своей деятельности и сделали выводы. Теперь их целью была не свобода народа, а объединение княжеств в единое государство. Общество эмигрантов за рубежом раскололось на две части — тех, кто выступал за постепенные реформы и образование румынского государства путём переговоров и тех, кто желал внезапного общенационального восстания против существующего политического режима. В краткосрочной перспективе единственное, чего добились революционеры, это ограничение свободы княжеств и их попадание в большую зависимость от Турции и России. Несмотря на это, феодальному строю и боярству в обеих странах был нанесён ощутимый удар.

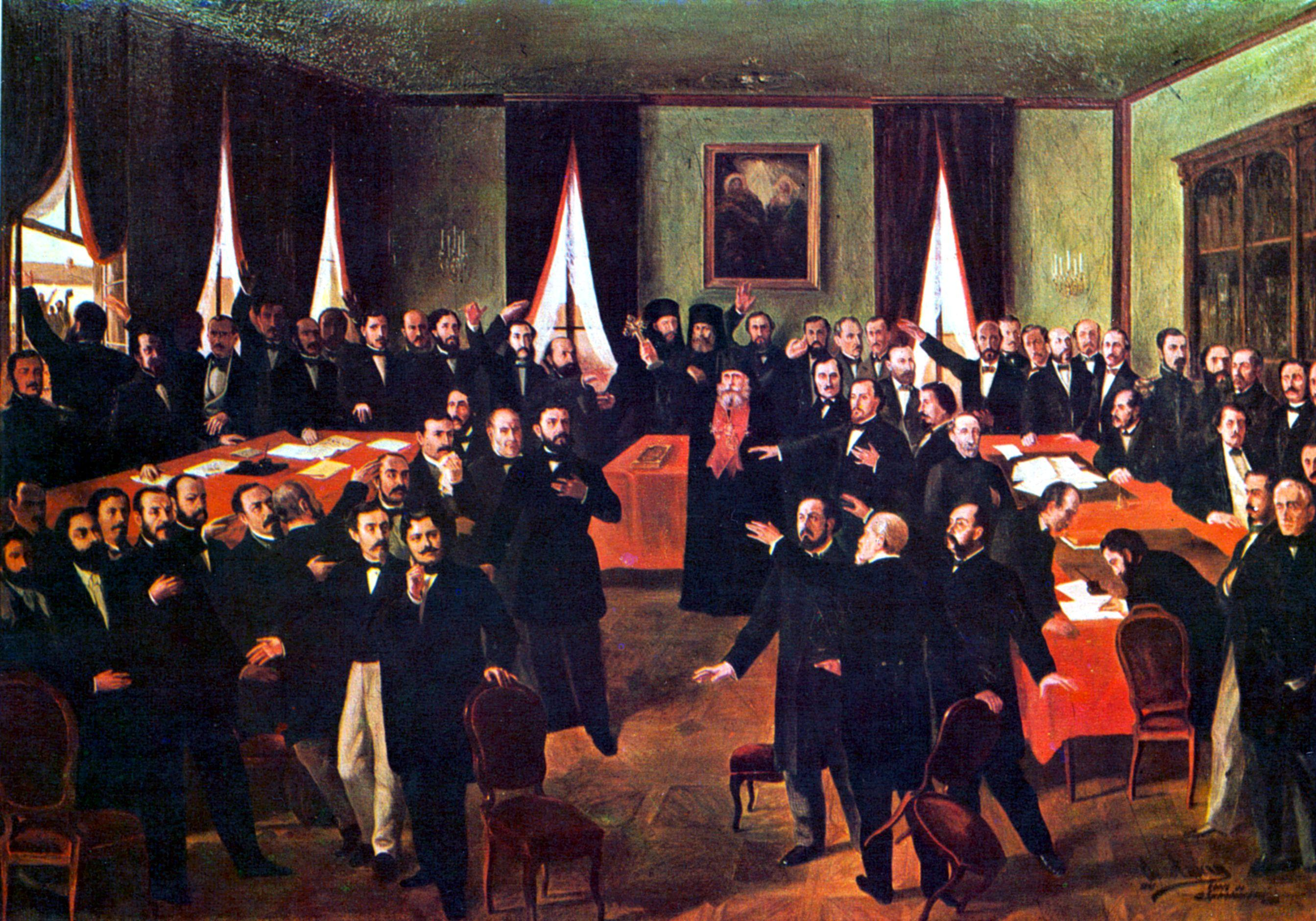
Провозглашение объединения Молдавского княжества и Валахии

Сельское хозяйство продолжало играть важнейшую роль в развитии княжеств, но в последующие два десятилетия наблюдался заметный рост экономики и производства. С 1848 по 1866 год в княжествах возникло 3 000 крупных предприятий.
Позже, в 1861 году, Дунайские княжества были объединены в единое государство. Некоторые участники и идеологи революции заняли в новом государстве правящие посты. Александру Иоан Куза почти одновременно был избран представительными собраниями Дунайских княжеств господарём. В 1878 году Объединённое княжество стало независимым государством, а в 1881 году Королевством Румыния. Таким образом, в конечном итоге цель, к которой стремились революционеры и жители княжеств, была воплощена в жизнь.
В международной политике революции имели важное значение. Российская и Османская империи жёстко отреагировали на происходившее в Дунайских княжествах, введя в них свои войска и оккупировав на несколько лет, что вызвало протесты в Европе, особенно против действий России. Русская интервенция в княжества стала одной из причин ухудшения российско-французских и российско-британских отношений, переросших в Крымскую войну. Французско-валашские и французско-молдавские отношения улучшились и на протяжении последующих нескольких десятилетий отношения между странами были дружественными. В Дунайских княжествах стала популярна французская культура и французский язык, что позже отразилось на культуре Объединённого княжества Валахии и Молдавии.
Сильнее всего революции отразились на Российской империи, так как та опасалась восстаний в населённой молдаванами Бессарабии. Роль России в княжествах значительно усилилась, она получила новые легальные средства для воздействия на внутреннюю политику. Это было успехом в деле распространения власти России на Балканах, однако после поражения в Крымской войне Российская империя потеряла право протектората над княжествами. В соседней Трансильвании на волне панрумынизма ситуация тоже усугубилась из-за восстаний местных румын, которые желали включить свой край в состав Румынии наравне с Молдавией и Валахией. Позже они получили поддержку со стороны бежавших сюда от преследования валашских революционеров.

### На русском
- Березняков Н. В. Революционное и национально-освободительное движение в Дунайских княжествах в 1848—1849 гг. — Кишинёв, 1955.
- Водовозов В. В. Революция 1848 года // Энциклопедический словарь Брокгауза и Ефрона : в 86 т. (82 т. и 4 доп.). — СПб., 1890—1907.

### На румынском
- Neagu Djuvara. Între Orient şi Occident. Ţările române la începutul epocii moderne. — Bucharest, 1995.
- Ion Frunzetti. Pictorul revoluţionar C.Rosenthal. — Bucharest, 1955.
- Constantin C. Giurescu. Istoria Bucureştilor. Din cele mai vechi timpuri pînă în zilele noastre. — Bucharest, 1966.
- Liviu Maior. 1848-1849: Români şi unguri în revoluţie. — Bucharest, 1998.

### На английском
- Hitchins K. The Romanians, 1774—1866. — USA: Oxford University Press, 1996.
- Viorel Achim. The Roma in Romanian History. — Budapest, 2004.
- W. S. Cooke, B. R. Grüner. The Ottoman Empire and Its Tributary States (Excepting Egypt). — Amsterdam, 1968.
- John Ashley Soames Grenville. Europe Reshaped, 1848-1878. — Oxford, 1999.
- Ignác Romsics, Béla K. Király. Geopolitics in the Danube Region: Hungarian Reconciliation Efforts, 1848-1998. — Budapest, 1998.
- L. S. Stavrianos. The Balkans Since 1453. — London, 2000.